# 千年 (弘前市)
千年（ちとせ）は、青森県弘前市の大字。郵便番号は036-8131。

## 地理
弘南鉄道大鰐線聖愛中高前駅・千年駅沿線の南側、千年駅寄りの町で、南に伸びる町。線路をはさんで北は松原西、東は小栗山、南は狼森天王、西は原ケ平に接する。

## 歴史

### 沿革
- 1973年（昭和48年）～現在 - 大清水・取上・原ケ平・大和沢・松原西二～三丁目・小栗山の各一部から分離、千年一～四丁目になる。

### 地名の由来
明治20年～昭和30年まで弘前市にあった中津軽郡の自治体名「千年村」から。

## 世帯数と人口
2017年（平成29年）6月1日現在の世帯数と人口は以下の通りである。
| 丁目       | 世帯数  | 人口    |
| ---------- | ------- | ------- |
| 千年一丁目 | 399世帯 | 884人   |
| 千年二丁目 | 115世帯 | 268人   |
| 千年三丁目 | 145世帯 | 291人   |
| 千年四丁目 | 235世帯 | 560人   |
| 計         | 894世帯 | 2,003人 |

## 小・中学校の学区
市立小・中学校に通う場合、学区は以下の通りとなる。
| 大字       | 番地 | 小学校             | 中学校           |
| ---------- | ---- | ------------------ | ---------------- |
| 千年一丁目 | 全域 | 弘前市立千年小学校 | 弘前市立南中学校 |
| 千年二丁目 | 全域 | 弘前市立千年小学校 | 弘前市立南中学校 |
| 千年三丁目 | 全域 | 弘前市立千年小学校 | 弘前市立南中学校 |
| 千年四丁目 | 全域 | 弘前市立千年小学校 | 弘前市立南中学校 |

## 交通
- 弘南バス

千年、ちとせ保育園前（弘前駅 - 狼森線、狼森 - 南高校線）停留所。

## 施設
- NTT東日本弘前南交換所
- ちとせ保育園